# Microdebilissa subviridis
Microdebilissa subviridis là một loài bọ cánh cứng trong họ Cerambycidae.